# Capilla de Santa Teresita de Kavanayen
La Capilla de Santa Teresita de Kavanayen o el Santuario de Santa Teresita de Kavanayen es un templo de la Iglesia católica localizado en la localidad de Kavanayen al sur de la región y municipio de la Gran Sabana, en la Cuenca Alta del Río Caroní, en el Estado Bolívar en Venezuela. Forma parte de un complejo que abarca un convento, santuario e iglesia parroquial. Por su particular arquitectura es considerado uno de los símbolos de la localidad y una de sus principales atracciones turísticas. El nombre Kavanayen es de origen Pemón, Kavana-yen viene de Kavanru-yen que significa “lugar de gallitos de sierra”.
Fue establecida en 1943 como parte de un conglomerado de edificios de la Iglesia católica interesada en evangelizar a los indígenas de la región. 
 Sus espacios están protegidos como patrimonio de la Humanidad, debido a que fue construida en terrenos que forman parte del Parque nacional Canaima.